# Glacier de l'Île-du-Pin
Pour les articles homonymes, voir Pine Island.
Le glacier de l'Île-du-Pin, ou glacier de l'Île-des-Pins (en anglais : Pine Island Glacier), est un glacier faisant partie de l'inlandsis Ouest-Antarctique en Antarctique, et qui se termine par une plateforme de glace flottant dans la baie de l'Île-du-Pin, en mer d'Amundsen.
Ce glacier a été cartographié pour la première fois par l'Institut d'études géologiques des États-Unis grâce aux photographies aériennes de U.S. Navy de 1960 à 1966.  Le glacier a été nommé en référence à la baie de l'île des Pins, elle même nommée en référence au navire de guerre des États Unis USS Pine Island (en), qui patrouilla en mer d'Amundsen en 1946-1947 et qui lui même tirait son nom de Pine Island (en), en Floride.

## Perte de masse et contribution au niveau des mers
Sur la base de la modélisation numérique de l'écoulement glaciaire, il avait été proposé en 2014 que la perte de masse du glacier de l'île des Pins était entré dans une phase d'emballement. Des simulations numériques publiées en 2023 avec des taux des fonte actuels sous la plateforme de glace plus réalistes suggèrent plutôt que la phase d'emballement n'a pas encore démarré. Mais les modèles numériques d'océan et de climat prévoient que la fonte sous la plateforme continuera d'augmenter inéluctablement au cours du 21ème siècle, ce qui augmentera la probabilité d'entrer en phase d'emballement,. 
L'ensemble du bassin versant glaciaire du glacier de l'île des Pins serait susceptible d'augmenter le niveau moyen des mers de 51 centimètres s'il venait à intégralement s'écouler puis fondre dans l'océan. Mais la probabilité et l'évolution temporelle de la contribution au niveau des mers sur les siècles à venir reste difficile à prévoir précisément. Lors d'une inter-comparaison internationale de modèles d'écoulement de la calotte Antarctique, il a été estimé que le glacier de l'île des Pins ferait monter le niveau moyen mondial des mers de 1.3 millimètres supplémentaires pour chaque millier de milliard de tones de fonte supplémentaire à sa base, avec des prévisions allant jusqu'à 2 centimètres entre 2015 et 2100.

## Activité volcanique
En janvier 2008, les scientifiques de la British Antarctic Survey dirigés par Hugh Corr et David Vaughan ont découvert qu'un volcan sous-glaciaire est entré en éruption sous la calotte glaciaire de l'Antarctique il y a environ 2 200 ans. Plus importante éruption de ces 10 000 dernières années, de la cendre volcanique a été retrouvée sous la chaîne Hudson près du glacier.